# Virtuální
Virtuální är det femte studioalbumet och det tredje tjeckiska studioalbumet från den polska sångerskan Ewa Farna. Det släpptes den 26 oktober 2009.

## Låtlista
1. Toužím - 3:33
2. Virtuální - 3:42
3. Maska - 3:23
4. Jen tak - 4:12
5. Ty jsi král - 4:17
6. Půlměsíc - 4:07
7. Soulad smyslů - 3:16
8. Na tom záleží - 4:21
9. Obrazová vila - 3:46
10. Anděla samota - 3:07
11. Brehy ve tmách - 4:23
12. Kdo vic dá - 3:11
13. Déšť - 3:58

## Listplaceringar
| Lista (2009-2010) | Topplacering |
| ----------------- | ------------ |
| Tjeckien          | 3            |